# Байтуган
Байтуга́н — река, правый приток Сока, протекает по территории Камышлинского и Клявлинского районов Самарской области в России.

## Этимология
Происхождение названия связано с личным именем Байтуган, по которому было названо селение, а впоследствии река.

## География
Река берёт своё начала в районе села Ерилкино, вытекая из него в юго-западном направлении, на этом участке реки она принимает левобережный приток от родника Сильный. Ниже этого места в неё впадает правобережные притоки из Дегтярного оврага и приток Елховый. После впадения последнего, общее направление течения меняется на южное. Протекая к востоку от урочища Водяной Овраг, севернее села Красный Яр принимает левобережный приток — Кармалка. К югу от урочища Караултар в реку впадает левобережный приток Сухой Байтуган.
Байтуган по правому берегу впадает в Сок, её устье расположено на территории сельского поселения Байтуган, между сёлами Татарский Байтуган, Чувашский Байтуган и Русский Байтуган.
По данным государственного водного реестра длина реки — 20 км, площадь водосборного бассейна — 99,4 км², в то время как другие источники оценивают длину реки в 22 км, а площадь её водосбора — 140 км². Перепад высот от истока к устью — 170 м со средним уклоном в 0,9 %. Питание родниковое. Река принимает 10 притоков длиной менее 10 км, наиболее крупный из которых — Кармалка, он впадает в районе села Красный Яр.
Ширина реки составляет 0,5 м в верховье, и до 15 м в низовье. Глубина реки составляет 15—30 см на перекатах и 50—80 см на плёсах. Скорость течения реки достигает 1,2 м/с. Температура воды низкая — 10,8—14,6 °C даже в летний период.
Дно реки гравийно-галечное, с небольшим слоев песка, вода несёт большое количество взвешенных наносов, откладывающихся в районе устья и поступающих в Сок.

## Гидрохимическое состояние и качество воды
Содержание кислорода в водах реки достаточно высокое (не менее 90 % насыщения). Уровень кислотности (pH) проб воды составляет 7,0—7,9, что позволяет отнести воду к классу «нейтральной» или «слабощелочной».
Содержание минерального и общего фосфора, аммонийного и нитратного азота и железа низкое. Марганец, свинец и нефтепродукты в воде не выявлены.
По результатам проб воды реки относится к I—III классам качества (вода «очень чистая» — «умеренно загрязнённая»), причём намечается тенденция к ухудшению качества воды. В ходе исследований 1990 г. Байтуган была единственной в Самарской области рекой, вода которой характеризовалась как «чистая» и «очень чистая». В 1990-е годы отдельные участки реки были зарегулированы земляными плотинами, и уже в 1992 году вода характеризовалась как «чистая»(II класс качества) и на отдельных участках, как «умеренно загрязнённая» (III класс), а в 1993 году на всём протяжении как «умеренно загрязнённая».

## Флора
Среди древесной растительности по берегам реки преобладают: ивовые (Salicaceae), тополь бальзамический (Populus balsamifera), таволга вязолистная (Filipendula ulmaria), ольха чёрная (Alnus glutinosa). Среди травянистых растений в верховьях встречаются пустырник пятилопастный (Leonurus quinquelobatus), двукисточник тростниковидный (Phalaroides arundinacea), омежник водный (Oenanthe aquatica), щучка дернистая (Deschampsia caespitosa), цикорий обыкновенный (Cichorium inthybus), герань луговая (Geranium pratense), чертополох курчавый (Carduus crispus), вех ядовитый (Cicuta virrosa), полынь горькая (Artemisia absinthium), подмаренник цепкий (Galium aparina), валериана лекарственная (Valeriana officinalis), недотрога обыкновенная (Impatiens noli-tangere), мать-и-мачеха (Tussilago farfara), лопух большой (Arctium lappa), трёхреберник непахучий (Tripleurospermum inodorum), пырей ползучий (Elytrigia repens).
Прибрежно-водная растительность в низовьях образована тростником обыкновенным (Phragmites australis), зюзником европейским (Lycopus europaeus), камышом лесным (Scirpus sylvatica), встречается мох (Plevrocium).
Погруженно-водная растительность развита слабо.

## Фауна
Фауна реки Байтуган во многом уникальна для Самарской области.
В составе донной фауны зарегистрировано 156 видов беспозвоночных, что более чем в 2 раза превышает число видов, известных для других рек Самарской области. Среди них наибольшее число видов принадлежит к двукрылым насекомым — 91 вид, из которых 75 видов комара-звонца. Столь большое число видов комаров-звонцов включает в себя и редкие виды, являющиеся показателями чистоты воды (олигосапробы): Corynoneura lacustris, Corynoneura celeripes, Eukiefferiella minor, Orthocladius thienemanni, Orthocladius oliveri, Paratrichocladius rufiventris, Paralimnophyes hydrophilus, Rheocricotopus effusus, Telmatopelopia nemorum, Tvetenia discoloripes. Их число в Байтугане значительно превышает аналогичные показатели в других малых реках и ручьях России и Европы. Некоторые виды хирономид такие как: Cricotopus albiforceps, Cricotopus gr. tremulus и Heterotrissocladius gr. marcidus в бассейне Волги встречаются только в Байтугане.
Из других групп донных животных в реке обитают моллюски и водяные клещи (по 19 видов), личинки подёнок (11 видов), олигохеты и личинки ручейников (по 7 видов), личинки жуков (5 видов), клопы и личинки веснянок (по 4 вида), пиявки и нематоды (по 1 виду).
В Байтугане встречается обитатель предгорных, горных, а также ультраолиготрофных вод: Pseudodiamesa branickii.
Подёнки в фауне реки представлены в основном следующими семействами: подёнки двухвостые (Baetidae), подёнки настоящие (Ephemeridae) и подёнки длиннолапые (Siphlonuridae). Из них наиболее массовыми являются личинки Baetis rhodani, обитающие на камнях и гравии в прибрежье. Менее многочисленны подёнки-длиннолапы (Siphlonurus alternatus) и подёнки обыкновенные (Ephemera vulgata).
В Байтугане обитают 7 видов ручейников. На перекатах среди камней обычно встречаются личинки водопадницы чешуйчатой (Cheumatopsyche lepida) и гидропсихиды узкокрылой (Hydropsyche angustipennis). На плотном грунте, а также нередко на ветвях деревьев, встречаются личинки и куколки ручейника стремнинного (Rhyacophila nubila). На заиленных грунтах спокойных участков реки встречаются ручейники желтоусые (Limnophilus flavicornis), а в зарослях водной растительности — личинки из рода тростничник (Agrypnia pagetana), а также свободноживущие личинки экномуса нежного (Ecnomus tenellus).
Моллюски представлены только семейством двустворчатых моллюсков, что обусловлено высокой скоростью течения реки, и из-за этого малой зарастаемостью реки макрофитами. Среди них преобладают представители семейства шаровки (Pisidiidae).
Байтуган — единственная в Самарской области река, где обитает наиболее многочисленная популяция ручьевой форели.
Общая численность живых организмов в Байтугане высока, составляет в среднем 1539 экз./м², при биомассе бентоса — 1,76 г/м². Средняя плотность заселения дна гидробионтами на отдельных станциях реки изменяется в пределах 110—3403 экз./м², а биомасса — от 0,15 до 3,1 г/м².

## Антропогенное воздействие
Байтуган практически не получает сточных сельскохозяйственных или промышленных сточных вод. Основным факторов влияния человека на гидробиоценоз являются несколько временных земляных плотин, регулирующих верхнее и среднее течение реки.

## Природоохранное значение
Родники в окрестностях реки и сама река имеют статус памятника природы. Высокое видовое разнообразие растительного и животного мира, наличие ряда видов, характерных только для чистых водоёмов, позволяют использовать Байтуган в качестве рефугиума.